# Morenoina websteri
Morenoina websteri är en svampart som beskrevs av J.P. Ellis 1980. Morenoina websteri ingår i släktet Morenoina och familjen Asterinaceae.   Inga underarter finns listade i Catalogue of Life.